# 天興 (劉武周)
天興（てんこう）は、隋末唐初に劉武周が自立して建てた私年号。617年 - 620年。

## 西暦・干支との対照表
| 天興 | 元年  | 2年   | 3年   | 4年   |
| 西暦 | 617年 | 618年 | 619年 | 620年 |
| 干支 | 丁丑  | 戊寅  | 己卯  | 庚辰  |